# 第五管区海上保安本部
第五管区海上保安本部（だいごかんくかいじょうほあんほんぶ）は、兵庫県神戸市中央区波止場町に本部を置く海上保安庁の管区海上保安本部の一つである。近畿地方から四国地方の太平洋沿岸、ならびに近畿地方のうち兵庫県（日本海沿岸の北部を除く）・大阪府・和歌山県、四国地方のうち徳島県と高知県を管轄範囲とする。なお、近畿地方には内陸県の滋賀県・奈良県も含まれる。
略称は五管（五管本部と称呼することもある）、英語表記は5th Regional Coast Guard Headquarters。下部組織として1つの海上保安監部、6つの海上保安部、9つの海上保安署・分室、海上保安航空基地・特殊警備基地・海上交通センターをそれぞれ1か所を有する。

## 特徴
海の難所である潮岬沖及び高知県沖を航行する船舶の安全監視、大阪湾内の大阪港や神戸港における麻薬や拳銃などの密輸阻止、混雑海域である大阪湾内の交通整理、阪神工業地帯や関西国際空港等沿岸の災害防除に力を入れている。

## 五管関連組織の変遷

### 本部の組織構成
- 1948年（昭和23年）5月1日 - 海上保安庁発足とともに神戸海上保安本部発足。
  - 本部長、次長の下に庶務、燈台の2課と保安部、掃海部の2部により構成。
- 1949年（昭和24年）
  - 1月1日 - 船舶検査の業務が運輸省から海上保安庁に移管され、神戸海上保安本部でも検査部を新設。
  - 6月1日 - 総務、警備救難、保安、掃海補給の4部と水路燈台課で構成。
- 1950年（昭和25年）6月1日 - 管区制への移行により、第五管区海上保安本部に改称。
  - 総務、警備救難、海事検査、水路、燈台、航路啓開の6部で構成。
- 1952年（昭和27年）
  - 4月26日 - 経理補給部を新設し、7部で構成。
  - 8月1日 - 海事検査、航路啓開の2部を廃止し、5部で構成。
    - 船舶検査業務は運輸省に、航路啓開業務は保安庁（防衛庁の前身）に移管。
- 1955年（昭和30年）8月1日 - 船舶技術部を新設し、6部で構成。
- 2002年（平成14年）4月1日 - 水路部を海洋情報部に改組。
- 2003年（平成15年）4月1日 - 燈台部を交通部に改組。
- 2009年（平成21年）4月1日 - 警備救難部に次長を設置。

### 海上保安部、海上保安署
- 1948年（昭和23年）5月1日 - 大阪海上保安部、高知海上保安部、由良海上保安署を設置。
- 1949年（昭和24年）10月1日 - 小松島海上保安署、宿毛海上保安署（以上、高知海上保安部に所属）、勝浦海上保安署（本部直轄）を設置。
- 1950年（昭和25年）6月1日 - 大阪海上保安部を大阪海上保安監部に拡充。神戸海上保安部を設置。小松島海上保安署を小松島海上保安部に昇格。串本警備救難署、田辺警備救難署、和歌山警備救難署を設置。由良海上保安署、宿毛海上保安署を由良警備救難署、宿毛警備救難署に改称。勝浦海上保安署を廃止。
- 1952年（昭和27年）12月2日 - 由良警備救難署を廃止。
- 1954年（昭和29年）4月1日 - 田辺警備救難署を田辺海上保安部に昇格。和歌山警備救難署、串本警備救難署を田辺海上保安部の所属とする。
- 1955年（昭和30年）
  - 8月1日 - 警備救難署の組織名称を全国一斉に海上保安署に復帰改称。
  - 12月1日 - 大阪海上保安監部に岸和田分室を設置。
- 1957年（昭和32年）6月21日 - 高知海上保安部に土佐清水分室を設置。
- 1958年（昭和33年）2月1日 - 神戸海上保安部に姫路分室を設置。
- 1960年（昭和35年）12月1日 - 神戸海上保安部に尼崎分室を設置。
- 1962年（昭和37年）10月1日 - 小松島海上保安部に日和佐分室を設置。
- 1963年（昭和38年）
  - 4月1日 - 神戸海上保安部姫路分室を姫路海上保安署に昇格。和歌山海上保安署は下津海上保安署に改称。
  - 5月1日 - 大阪海上保安監部に堺分室を設置。
- 1963年（昭和38年）5月20日 - 田辺海上保安部に和歌山分室を設置。
- 1964年（昭和39年）6月1日 - 大阪海上保安監部堺分室を堺海上保安署に昇格。
- 1965年（昭和40年）4月1日 - 大阪海上保安監部岸和田分室を岸和田海上保安署に昇格。
- 1966年（昭和41年）4月1日 - 高知海上保安部土佐清水分室を土佐清水海上保安署に昇格。
- 1971年（昭和46年）4月1日 - 神戸海上保安部に東播磨分室を設置。
- 1972年（昭和47年）5月1日 - 神戸海上保安部東播磨分室を東播磨海上保安署に昇格。
- 1988年（昭和63年）9月1日 - 神戸海上保安部尼崎分室を西宮分室に移転改称。
- 2004年（平成16年）10月1日 - 田辺海上保安部和歌山分室を和歌山海上保安部に昇格。下津海上保安署は田辺海上保安部から和歌山海上保安部に所属替え。
- 2005年（平成17年）4月1日 - 神戸海上保安部西宮分室を西宮海上保安署に昇格。
- 2007年（平成19年）
  - 1月1日 - 姫路海上保安署が姫路海上保安部に昇格。東播磨海上保安署は神戸海上保安部から姫路海上保安部に所属替え。
  - 4月1日 - 小松島海上保安部は徳島海上保安部に名称変更。同部の日和佐分室は美波分室に名称変更。東播磨海上保安署は加古川海上保安署に改称。下津海上保安署は海南海上保安署に改称。

### 基地、センターなど
- 1969年（昭和44年）12月1日 - 八尾航空基地を設置。
- 1973年（昭和48年）4月16日 - 瀬戸内海東部統制通信事務所を設置（同年6月11日、運用開始）。
- 1993年（平成5年）4月1日 - 大阪湾海上交通センターを設置（兵庫県津名郡北淡町、現・淡路市）。
- 1994年（平成6年）6月24日 - 関西空港海上警備救難部を設置。
- 1996年（平成8年）5月11日 - 大阪特殊警備基地を設置。
- 2003年（平成15年）4月1日 - 瀬戸内海東部統制通信事務所を廃止。第五管区情報通信管理センターを設置。
- 2004年（平成16年）10月1日 - 関西空港海上警備救難部と八尾航空基地とを統合し、関西空港海上保安航空基地が発足。
- 2012年（平成24年）4月6日 - 第五管区情報通信管理センターを廃止。業務は海上保安本部に集約[3]。
- 2023年（令和5年）3月23日 - 大阪湾海上交通センターを神戸市中央区ポートアイランドへ移転、同センター新庁舎の愛称を「マリンタクトKOBE」とする。

### 水路観測所
- 1949年（昭和24年）5月1日 - 勝浦水路観測所を本庁から移管。
- 1954年（昭和29年）2月25日 - 下里水路観測所を設置（地磁気観測を勝浦から下里に移管）。
- 1959年（昭和34年）4月1日 - 勝浦水路観測所を閉所（天文観測も下里に移管）。

### 航路標識事務所
- 1953年（昭和28年）8月1日 - 梶取埼、樫野埼、潮岬、市江埼、紀伊日ノ御埼、下津港、和歌山港、友ヶ島、大阪港、西宮港、神戸港、姫路港、江埼、小松島港、蒲生田埼、阿瀬比ノ鼻、甲浦、室戸埼、高知港、興津埼、足摺埼、叶埼、土佐沖ノ島の23カ所に航路標識事務所を設置。
- 1955年（昭和30年）8月1日 - 大阪港航路標識事務所を廃止し、業務は大阪海上保安監部に集約統合。
- 1958年（昭和33年）7月15日 - 下津港航路標識事務所を廃止し、業務は和歌山港航路標識事務所に集約統合。蒲生田埼航路標識事務所を廃止し、業務は小松島港航路標識事務所に集約統合。
- 1959年（昭和34年）4月1日 - 友ヶ島航路標識事務所を廃止し、業務は和歌山港航路標識事務所に集約統合して名称を和歌山航路標識事務所に改称。
- 1962年（昭和37年）4月1日 - 次の各航路標識事務所の名称を、神戸港を神戸に、西宮港を西宮に、姫路港を姫路に、江埼を淡路島に、小松島港を小松島に、高知港を高知に、それぞれ改称。
- 1964年（昭和39年）4月1日 - 叶埼、土佐沖ノ島の各航路標識事務所を廃止統合し、宿毛航路標識事務所を設置。
- 1966年（昭和41年）4月1日 - 阿瀬比ノ鼻航路標識事務所を廃止し、業務は小松島航路標識事務所に集約統合。
- 1968年（昭和43年）4月17日 - 足摺埼を足摺岬に、室戸埼を室戸岬に、それぞれ航路標識事務所の名称を改称。
- 1970年（昭和45年）4月1日 - 樫野埼、潮岬、梶取埼の各航路標識事務所を統合集約し、串本航路標識事務所を設置。
- 1971年（昭和46年）3月31日 - 興津埼航路標識事務所を廃止し、業務は高知航路標識事務所に集約統合。
- 1972年（昭和47年）4月1日 - 高知県西部の光波標識は高知航路標識事務所から宿毛航路標識事務所へ移管。
- 1973年（昭和48年）4月16日 - 足摺岬航路標識事務所を土佐清水航路標識事務所に改称。
- 1977年（昭和52年）4月18日 - 紀伊日ノ御埼、市江埼の各航路標識事務所を統合集約し、田辺航路標識事務所を設置。
- 1984年（昭和59年）4月11日 - 西宮航路標識事務所を廃止し、業務は神戸航路標識事務所に統合。
- 1996年（平成8年）5月11日 - 甲浦航路標識事務所を廃止し、業務は小松島航路標識事務所に集約統合して名称を徳島航路標識事務所に改称。甲浦航路標識事務所が所管していた高知県内の5基は室戸岬航路標識事務所に移管。
- 2003年（平成15年）4月1日 - 徳島航路標識事務所を廃止し、業務は小松島海上保安部に集約統合。
- 2004年（平成16年）4月1日 - 神戸、姫路、淡路島、室戸岬、高知、土佐清水の各航路標識事務所を廃止し、業務はそれぞれ海上保安部に集約統合。
- 2005年（平成17年）4月1日 - 和歌山、田辺、串本の各航路標識事務所を廃止し、業務はそれぞれ海上保安部に集約統合。組織としての航路標識事務所は第五管区では全廃。

## 組織
- 第五管区海上保安本部（兵庫県神戸市中央区：神戸第2地方合同庁舎）
  - 神戸海上保安部（兵庫県神戸市中央区：神戸第2地方合同庁舎）[1][2]
    - 西宮海上保安署（兵庫県西宮市：西宮地方合同庁舎）

  - 姫路海上保安部（兵庫県姫路市：姫路港湾合同庁舎）[2]
    - 加古川海上保安署（兵庫県加古川市：東播磨港湾合同庁舎）

  - 大阪海上保安監部（大阪府大阪市港区：大阪港湾合同庁舎）[2]
    - 堺海上保安署（大阪府堺市西区：堺港湾合同庁舎）
    - 岸和田海上保安署（大阪府岸和田市：岸和田港湾合同庁舎）

  - 和歌山海上保安部（和歌山県和歌山市：和歌山港湾合同庁舎）[2]
    - 海南海上保安署（和歌山県海南市：下津港湾合同庁舎）

  - 田辺海上保安部（和歌山県田辺市：田辺港湾合同庁舎）[2]
    - 串本海上保安署（和歌山県東牟婁郡串本町）

  - 徳島海上保安部（徳島県小松島市：小松島みなと合同庁舎）[2]
    - 美波分室（徳島県海部郡美波町：日和佐地方合同庁舎）

  - 高知海上保安部（高知県高知市：高知港湾合同庁舎）[2]
    - 宿毛海上保安署（高知県宿毛市：宿毛運輸総合庁舎）
    - 土佐清水海上保安署（高知県土佐清水市）

  - 関西空港海上保安航空基地（大阪府泉佐野市）[2]
  - 大阪湾海上交通センター（兵庫県神戸市中央区）
  - 下里水路観測所（和歌山県東牟婁郡那智勝浦町）

## 主な保有船艇・航空機

### 巡視船・巡視艇

#### 五管本部所属
- 測量船うずしお(HS-23)

#### 神戸海上保安部所属
- 巡視船せっつ(PLH-07)[4]
- 巡視艇はるなみ(PC-18)[5]
- 巡視艇あわぎり(PC-40)
- 巡視艇ふどう(PC-55)
- 巡視艇きくかぜ(CL-42)
- 巡視艇しずかぜ(CL-79)
- 巡視艇しらぎく(CL-141)
- 巡視艇なだかぜ(CL-03)
- 巡視艇まやざくら(CL-06)
- 監視取締艇おりおん(SS-51)
- 灯台見回り船こううん(LM-208)

#### 姫路海上保安部所属
- 巡視艇ぬのびき(PC-54)[6]
- 巡視艇まやかぜ(CL-29)
- 巡視艇さぎかぜ(CL-113)
- 巡視艇ひめざくら(CL-142)
- 巡視艇ひめぎく(CL-176)
- 監視取締艇すこおぴお(SS-07)

#### 大阪海上保安監部所属
- 巡視船かつらぎ(PS-109)
- 巡視艇みのお(PC-60)
- 巡視艇しぎかぜ(CL-22)
- 巡視艇あやめ(CL-134)
- 巡視艇みおかぜ(CL-137)
- 巡視艇こまかぜ(CL-138)
- 巡視艇てるぎく(CL-165)
- 巡視艇よどぎく(CL-07)
- 監視取締艇とりとん(SS-44)
- 監視取締艇ねぷちゆん(SS-53)

#### 和歌山海上保安部所属
- 巡視船きい(PL-73)[7]
- 巡視艇わかづき(PC-121)
- 巡視艇きいかぜ(CL-61)
- 監視取締艇あれでばらん(SS-74)

#### 田辺海上保安部所属
- 巡視船みなべ(PM-32)[2]
- 巡視船こうや(PS-12)
- 巡視艇むろづき(PC-102)[8]
- 巡視艇むろかぜ(CL-121)

#### 徳島海上保安部所属
- 巡視船よしの(PM-27)[9]
- 巡視艇びざん(PS-15)
- 巡視艇あしび(CL-126)
- 巡視艇うずかぜ(CL-180)[10]

#### 高知海上保安部所属
- 巡視船とさ(PL-08)[11][12]
- 巡視船うらど(PL-86)
- 巡視艇あらせ(PS-09)
- 巡視艇とさみずき(CL-98)
- 巡視艇とさつばき(CL-117)

#### 関西空港海上保安航空基地
- 巡視艇そらかぜ(CL-131)
- 巡視艇さのゆり(CL-176)

### 航空機
五管は固定翼機2機、回転翼機3機の合計5機を保有している。

#### 神戸海上保安部（巡視船せっつ）
回転翼機
- MH918 しらさぎ：シコルスキーS-76D（せっつ搭載機）

#### 関西空港海上保安航空基地
固定翼機
- MA953 はやぶさ3号：サーブ340B
- MA954 はやぶさ4号：サーブ340B

回転翼機
- MH687 みみずく1号：ユーロコプターEC225LP
- MH688 みみずく2号：ユーロコプターEC225LP

## 主な出来事
- 1950年（昭和25年）3月27日 - 徳島県鳴門市に昭和天皇の戦後巡幸があり、塩田視察の際に内火艇「あきしも」が御召船となった[13]。